# Grzymałków
Grzymałków – wieś w Polsce położona w województwie świętokrzyskim, w powiecie kieleckim, w gminie Mniów.
W latach 1954–1972 wieś należała i była siedzibą władz gromady Grzymałków. W latach 1975–1998 miejscowość administracyjnie należała do województwa kieleckiego.
We wsi znajduje się szkoła podstawowa i ośrodek zdrowia oraz dwa kościoły. „Stary kościół” z 1859 r. św. Michała Archanioła, obecnie w ruinie oraz kościół parafialny  Przemienienia Pańskiego konsekrowany w 1978 r.

## Nazwa
W publikacji Nazwy Miejscowe Polski prof. Rymut wywodzi nazwę wsi od nazwy osobowej Grzymałek z sufiksem „ów”, dającą nazwę miejscowości.

## Części wsi
| SIMC    | Nazwa    | Rodzaj     |
| ------- | -------- | ---------- |
| 0253161 | Figura   | część wsi  |
| 0253178 | Góry     | część wsi  |
| 0253184 | Zazdrość | przysiółek |

## Historia
Grzymałków  w XIX wieku opisany był jako wieś i folwark w powiecie kieleckim, gminie Mniów, parafia Grzymałków.
Pierwotny kościół parafialny erygowany został w 1631 r. przez Hieronima Kazanowskiego. Nowy murowany powstał w roku 1849. 
Według spisu miast, wsi, osad Królestwa Polskiego z roku 1827  było w Grzmałkowie 12 domów i 120 mieszkańców. 
Parafia Grzymałów dekanatu kieleckiego, dawniej szydłowieckiego liczyła  2670 wiernych. Folwark Grzymałków oddalony od stacji pocztowej w Mniowie o  4 wiorsty.
Rozległość dominalna wynosiła mórg 368, grunta orne i ogrody mórg 253, łąk mórg 68, pastwisk mórg 34, nieużytki i place mórg 12. 
Budynków murowanych było 6, drewnianych 1.
Folwark ten w r. 1879 oddzielono od dóbr Wólka Kłucka.

## Zabytki
Cmentarz parafialny z połowy XIX w., wpisany do rejestru zabytków nieruchomych (nr rej.: A.424 z 24.06.1992).